# طوس مريب
طوس مريب هي العاصمة الإدارية لولاية غلمدغ الصومالية وعاصمة لمحافظة جلجدود.
.وبلغ عدد سكانها الدائمين 91,260 نسمة في 2005 . وترجمة اسمها مستمدة من تأثير شرب المياه المحلية.
في يوليو 2006 قتل شخصان عندما فشلت ميليشيا محلية موالية لاتحاد المحاكم الإسلامية في تفريق المتظاهرين بإطلاق النار في الهواء. وكان الناس قد أتوا لمشاهدة مباراة بين ألمانيا وإيطاليا في الدور نصف النهائي لكأس العالم واحتجوا على اغلاق دار السينما. ووكان إغلاق السينما بسبب إعلان عن الكحول خلال المباراة.
في 1 مايو 2008 انفجرت قنبلة في منزل المعلم عدن حاشي آيرو قائد تنظيم الشباب العسكرية فقتل ايرو ومعه أربعة عشر شخصا بينهم رتب عسكرية كبيرة. وذكرت اذاعة شبيلي ان ضربة جوية تسببت في انفجاران ضخمان نفذته أربعة طائرات أمريكية من نوع إيه سي-130
وفي 28 ديسمبر 2008 انتزعت جماعة صوفية معتدلة اسمها مجموعة أهل السنة والجماعة المدينة من تنظيم الشباب. وفي 23 أبريل انتزع تنظيم الشباب تلك المدينة من قوات مجموعة أهل السنة والجماعة الموالية للحكومة الانتقالية، وأجبرتها على التراجع وقد فر بعض السكان للسلامة من المعارك.

## الموقع
تقع طوسمريب على بعد 511 كم من مقديشو، عاصمة الصومال. الطريق السريع الذي يربط شمال وجنوب البلاد يمر عبر المدينة. حدود طوسمريب مع عيل بور من الشرق إلى جورعيل من الجنوب، و عدادو من الشمال و عابد واق من الشمال الغربي. 

## التركيبة السكانية
اعتبارًا من عام 2016، بلغ عدد سكان منطقة دوسمارب الأوسع 390,407 نسمة. يتحدر سكان المدينة من عشائر هراب.

## التعليم
هناك العديد من الجامعات المنتشرة في جميع أنحاء المدينة، وأبرزها جامعة طوسمريب التي تمنح درجات البكالوريوس.

## المواصلات
يتم تقديم النقل الجوي في طوسمريب من قبل مطار طوس مريب.

## أعلام
- حسن أويس
- محمد علي حسن
- عبد الولي محمد علي غاس
- عبدي فارح شردون
- آدم حاشى عيرو